# Argyrodes chionus
Argyrodes chionus е вид паяк от семейство Theridiidae. Видът е застрашен от изчезване.

## Разпространение
Разпространен е в Сейшели (Алдабра).